# Extempore
Extempore (dříve také The Rock And Jokes Extempore a The Naive Extempore Band) byla česká původně folk rocková hudební skupina, založená v roce 1973. Skupinu založil Jaroslav Jeroným Neduha (zpěv, kytara) s Jitkou Čádovou‑Mothejzíkovou (housle, zpěv, kytara) a později se k nim přidali Jiří Šula (později člen PPU, bicí), František Šimák (harmonika) a Jiří Bártl (baskytara). Ve skupině se vystřídalo velké množství hudebníků, z nichž nikdo nebyl členem skupiny po celou dobu její existence. Nejdéle ve skupině hráli JJ Neduha (1973–1978) a Mikoláš Chadima (1978–1981). V letech 1975–1980 vystupovala kapela na pražských Jazzových dnech. Svou činnost skupina znovu obnovila po roce 1990. V devadesátých letech působili po boku JJ Neduhy také Radek Smetana (kytara, zpěv), Pavel Szabó (baskytara), Milan Machát (bicí), Jakub Doležal (saxofon), Zet Knobloch (kytara) atd.

## Historie
Jaroslav Jeroným Neduha vystupoval již v roce 1972 společně s kytaristkou a zpěvačkou Jitkou Čádovou a už v té době si začali říkat Extempore. Časem se rozhodli skupinu s dvěma akustickými kytarami rozšířit o baskytaru (Jiří Bártl) a bicí (Jiří Šůla) a později sestavu doplnil ještě František Šimák, který hrál na foukací harmoniku. Tato folk-rocková skupina zkoušela na Spořilově a na přelomu let 1972–73 koncertovala v Malostranské besedě v Praze i v dalších městech, např. v Prostějově či Mladé Boleslavi. Posledním koncertem v této sestavě bylo provedení rockové mše od JJ Neduhy "Missa-Solemnis-in H Major" v Chrámu Sv. Martina. Šůla, Bártl i Šimák poté skupinu opustili.
V kapele se pak rychle vystřídalo několik hudebníků – Lesík Hajdovský a jeho kamarád z Karlína Venca, Petr Tittelbach řečený "Pickwick", Jiří "Přemysl" Števich a Vlasta Marek. V lednu 1974 se uskutečnil první koncert této sestavy při společném vystoupení s jazz rockovou kapelou Expanze ve Zlaté u Uhříněvsi. Števich s Pickwickem poté ze skupiny odešli. Kapela se posléze ustálila v sestavě JJ Neduha, Vlasta Marek, Jiří Hradec a Jerry Tomášek a připravila první vlastní pořad The Naive Extempore Bandu pod názvem "Pohřeb funebráka aneb Plesnivé embryo". Premiéra se konala v klubu 1 na Strahově v prosinci 1974 a následovaly další koncerty v různých klubech. Hostujícím perkusistou byl Petr Křečan. Představení mělo ohlas nejen u publika, ale i u dohlížejících orgánů. Některé koncerty jim na poslední chvíli zrušili a Neduha a Tomášek dostali také předvolání k výslechu.
V létě 1975 vznikl nový program "Azbestový guláš", v nemž se na rozdíl od anglicky zpívaného Pohřbu funebráka objevilo i několik českých textů. Celková forma byla podobná, Neduhovy písně, které vycházely z rhythm and blues a folku, obsahovaly také instrumentální pasáže a velký prostor dostávaly improvizované mezihry. Vystoupení doplňoval hrou na perkuse mladý Aleš Drvota. Premiéra se konala v říjnu 1975 v klubu 1 na Strahově a v listopadu vznikla poměrně kvalitní koncertní nahrávka v klubu Na Rokosce. Petr Křečan poté odešel hrát do F.O.K. a na konci roku kapelu opustili také Marek a Hradec. Markovi se podařilo vyjet do Holandska, kde viděl koncert Franka Zappy. Spoustu času věnoval sebevzdělávání a na hudbu získal jasně vyhraněné názory. Neduhova rozevlátost a nechuť k systematické práci a zodpovědnému přístupu k nácviku i koncertům ho popuzovala.
Na začátku roku 1976 skupina změnila název na The Rock And Jokes Extempore Band a soubor posílili kytarista Jiří Mareš a bubeník Miroslav "Miriš" Toman a vrátil se perkusista Křečan. Pětice nazkoušela nový program "Stehlík", alegorický příběh o jiné planetě, jehož libreto napsali společně Neduha s Křečanem. V témže roce Křečan kapelu opustil, aby znovuobnovil skupinu Stehlík, a do Extempore k Neduhovi, Tomáškovi, Marešovi a Tomanovi přibyl saxofonista Mikoláš Chadima. V té době vznikl alegorický příběh z třicetileté války, rocková opereta "Milá 4 viselců" a ve skupině se objevila Chadimova přítelkyně Martha Godhard-Zelinková, která hrála na perkuse. V roce 1977 vystoupila Extempore společně s pantomimickou skupinou Paskvil Pavla Kočího na 5. pražských jazzových dnech (PJD), kde na koncertě v pražské Lucerně odehráli Milou 4 viselců.
Po PJD se manažerem kapely stal člen Jazzové sekce Pavel Turnovský. Následující program nazvaný "Ebonitový samotář" sestavili  jednotliví hudebníci z bloků vlastních písní. Po nasmlouvaných vystoupeních kapelu opustili Miriš Toman a Jerry Tomášek. Na přelomu let 1977–78 se do skupiny opět vrátil Petr Křečan a nově přibyl Stanislav Simon. V roce 1978 nazkoušeli nový pořad "Dům č.p. 112/34" a společně s C&K Vocalem vystoupili na 6. pražských jazzových dnech. Poté z kapely odešli bubeník Křečan, kytarista Mareš a zakladatel Neduha, který přenechal název Extempore novému vedoucímu Chadimovi a společně s Karlem Navrátilem a Vasilem Šnajdrem založili folkovou skupinu Mezanin. Kapela si obměnila název na The New Rock And Jokes Extempore Band a v novém složení Mikoláš Chadima, Sláva Simon, Martha Godhard-Zelinková, Miloslav Staněk a Josef Záruba nastudovala nový program "Zabíjačka", v němž pranýřovala konzumní společnost a čecháčkovskou malost a mělkost. Souběžně vznikla také třicetiminutová skladba "Jaro, léto, podzim, zima" založená hlavně na improvizaci. Repertoár dále doplnily česky otextované pub rockové a punkové skladby.
V březnu 1979 kapela ustála pokus o likvidaci ze strany státní moci, která se pokoušela po soudu s Plastic People vyvolat druhý monster proces. Výsledkem byl jen zákaz vystupování na  8. PJD. Skupina si nicméně v době konání festivalu neoficiálně zahrála v klubu Eden a na Parníku Děvín. Další Chadimův projekt nesl pracovní název "Přežrané velkoměsto" a obsahoval kromě pevných a předem určených pasáží spojující libovolně dlouhé improvizované části. Z kapely odešli Staněk se Zárubou, s nimiž nebyl Chadima spokojen, a nahradili je kytarista Ladislav Brom a bubeník Mirko "Ali" Horáček. V nové sestavě Chadima, Simon, Godhard-Zelinková, Brom a Horáček skupina nazkoušela dva programy, "Jaro, léto, podzim, zima" a  "Velkoměsto". V listopadu 1979 vystoupili na 9. PJD v sále U Zábranských a ve sportovní hale na Folimance. Koncem roku ze skupiny odešel Ladislav Brom a novým členem se stal Jiří "Ňory" Radechovský, též zvaný "Syn". V tomto roce se název kapely zkrátil na The Extempore Band.
V roce 1980 vystupovali s "Velkoměstem" v Ondřejově u Prahy, Brně, Hořicích, Trutnově, Praze a Trenčíně. Chadima v tomto roce vydal knihu textů, fotografií a informací o skupině, nazvanou "Černá kniha Extempore". V červenci 1981 přijali pozvání maďarského Hobo Blues Bandu na společné koncertování po maďarských městech a svým neobvyklým soundem skupina šokovala nepřipravené maďarské publikum. Vnitřní vztahy v souboru se postupně zhoršovaly a po účasti na zářijovém festivalu ve Chvaleticích Chadima kapelu rozpustil. Figurovala stejně na seznamu zakázaných kapel, takže veřejné koncertování by bylo problematické.
Chadima posléze postavil novou kapelu s názvem Fimfárum, z níž se později vyvinul MCH Band. JJ Neduha emigroval roku 1983 do Rakouska a ve Vídni Extempore znovu oživil. V letech 1983–1985 se v kapele kromě Vasila Šnajdra objevovali hlavně rakouští hudebníci. Po svém návratu do Čech v roce 1990 Neduha kapelu opět obnovil jako "JéJé Neduha & Rock & Jokes Extempore Band".

## Diskografie
- The Rock & Jokes Extempore Band – Milá 4 viselců (Fist Records 1979, Black Point 1990, 1996 a 2016)
- The New Rock & Jokes Extempore Band – Zabíjačka (Fist Records 1980, Black Point 1999 a 2012)
- The Extempore Band – Velkoměsto I. /The City I. (Fist Records 1980)
- The Extempore Band – Velkoměsto II. /The City II. (Fist Records 1982)
- The Rock & Jokes Extempore Band – Ebonitový samotář (Fist Records 1982,  Black Point 1990)
- The Rock & Jokes Extempore Band – Dům č.p.112/34 (Fist Records 1982)
- The Naive Extempore Band – Azbestový guláš (Fist Records 1985, Black Point 1990, Galén 2018)
- The Naive Extempore Band – Pohřeb funebráka aneb Plesnivé embryo (Fist Records 1985, Black Point 1990, Galén 2016)
- The Rock & Jokes Extempore Band – Stehlík (Fist Records 1985, Black Point 1990 a 2016)
- The Rock & Jokes Extempore Band – Dům č.p. 112/34 (Fist Records 1985, Black Point 1990)
- The New Rock & Jokes Extempore Band – Naši přátelé jsou jaro, léto, podzim, zima“ (Fist Records 1985, Black Point 1993)
- Mikoláš Chadima & The Extempore Band – Velkoměsto (Globus 1991), CD Velkoměsto (Black Point 2001 a 2016, Guerilla Records 2018)
- J.J.Neduha & Extempore Band – Šel jsem včera domů, přišel jsem až dneska (Supraphon 1991)
- The New Rock & Jokes Extempore Band – Punk (Black Point 1993)
- Extempore Band – 40 let Live (Galén 2016)
- Jé Jé Neduha & Rock & Jokes Extempore Band: Šel jsem včera domů, přišel sem až dneska! (Black Point 2016)
- The Extempore Band – Ebonitový Samotář I-IV / Dům Č.P.112/34 – Radimovka (Black Point 2019)

## Publikace
- Černá kniha Extempore, 1980
- Antizpěvník, 2011 – Neduhovy texty, libreta a s nimi související komiksy[3]